# Зелёненький (альбом)
«Зелёненький» — десятый студийный альбом группы «Звуки Му», записанный и выпущенный в 2003 году при участии лейбла RMG Records. Диск создавался Петром Мамоновым практически в одиночестве, без привлечения каких-либо других музыкантов, выполнен в присущей ему экспериментальной манере.
Впоследствии альбом при участии арт-группы СВОИ2000 был реализован в виде представления под названием «Мыши, мальчик Кай и Снежная Королева», куда также вошёл материал из ранее выпущенного альбома «Мыши 2002». Позже Мамонов сделал отдельный моноспектакль на основе этих записей — «Мыши и зелёненький».
Максим Семеляк в рецензии для журнала «Афиша» охарактеризовал жанр альбома как stand-up tragedy: «Мамонов, в сущности, поёт о прорехах на человечестве — получается смешно, потому что это прорехи; и одновременно выходит страшно, поскольку это всё ж человечество».

## Список композиций
Слова и музыка всех песен — написаны Петром Мамоновым.
| №                   | Название            | Длительность |
| ------------------- | ------------------- | ------------ |
| 1.                  | «Тает снег»         | 1:21         |
| 2.                  | «Зелёненький»       | 6:49         |
| 3.                  | «Кораблик»          | 4:02         |
| 4.                  | «Нежное существо»   | 6:28         |
| 5.                  | «Где мои слова?»    | 3:08         |
| 6.                  | «Африка»            | 7:49         |
| 7.                  | «Дядечка»           | 3:58         |
| 8.                  | «Заяц»              | 4:44         |
| 9.                  | «Осенняя прогулка»  | 4:37         |
| 10.                 | «Счастливый денёк»  | 5:16         |
| Общая длительность: | Общая длительность: | 48:16        |